# Frölich Peak
Frölich Peak är en bergstopp i Antarktis. Den ligger i Västantarktis. Argentina, Chile och Storbritannien gör anspråk på området. Toppen på Frölich Peak är 1 035 meter över havet, eller 448 meter över den omgivande terrängen. Bredden vid basen är 3,0 km.
Terrängen runt Frölich Peak är kuperad åt nordväst, men åt sydost är den bergig. Havet är nära Frölich Peak åt nordväst. Trakten är obefolkad. Det finns inga samhällen i närheten. 